# Venera 3
Venera 3 (em russo: Венера-3) (referência do fabricante: 3MV-3) que foi construída e lançada pela União Soviética para explorar a superfície de Vênus. Foi lançado em 16 de novembro de 1965 às 04h19 UTC de Baikonur, Cazaquistão, antiga URSS. A  sonda espacial compreendia uma sonda de entrada, projetada para entrar na atmosfera de Vênus e saltar de paraquedas para a superfície, e uma espaçonave transportadora, que carregava a sonda de entrada para Vênus e também servia como um relé de comunicação para a sonda de entrada.

## História
Durante 1965, o Comitê Central, frustrado com o histórico ruim do escritório de projetos OKB-1 de Sergei Korolev, transferiu o programa de sondagem planetária para o Bureau Lavochkin. Em mais de duas dezenas de tentativas que datam de 1958, Luna 2 e Luna 3 foram as únicas sondas para completar todos os seus objetivos de missão. Nesse ínterim, os Estados Unidos tiveram sucesso com a sonda Mariner 2 Vênus e a sonda Mariner 4 Marte, e após uma longa série de falhas da sonda lunar, o Ranger 6 teve um impacto bem-sucedido na Lua (com um sistema de TV falhado) e o Ranger 7 com sucesso enviou de volta uma série de imagens de TV.
O Lavochkin Bureau deu início a um amplo programa de testes das sondas Venera e Luna, enquanto Korolev sempre se opôs à ideia de testes de bancada, exceto em espaçonaves tripuladas. Entre outras falhas de projeto que eles descobriram foi que as sondas Venera, após serem submetidas a um teste de centrífuga, falharam na metade das forças G que deveriam suportar.

## Missão
A missão desta nave era pousar na superfície venusiana. O corpo de entrada continha um sistema de comunicação de rádio, instrumentos científicos, fontes de energia elétrica e medalhões com o brasão de armas da União Soviética. A sonda foi esterilizada antes do lançamento.
A trajetória inicial da sonda errou Vênus por 60 550 km e uma manobra de correção de curso foi realizada em 26 de dezembro de 1965, que colocou a sonda em rota de colisão com o planeta. O contato com a sonda foi perdido em 15 de fevereiro de 1966, provavelmente devido ao superaquecimento.
A sonda de entrada caiu em Vênus em 1º de março de 1966, tornando a Venera 3 a primeira sonda espacial a atingir a superfície de outro planeta. David Leverington escreveu em seu livro de 2000 que os soviéticos perderam a comunicação com a espaçonave três meses antes do que relataram inicialmente, e supôs que a sonda pode não ter impactado Vênus.

## Instrumentos

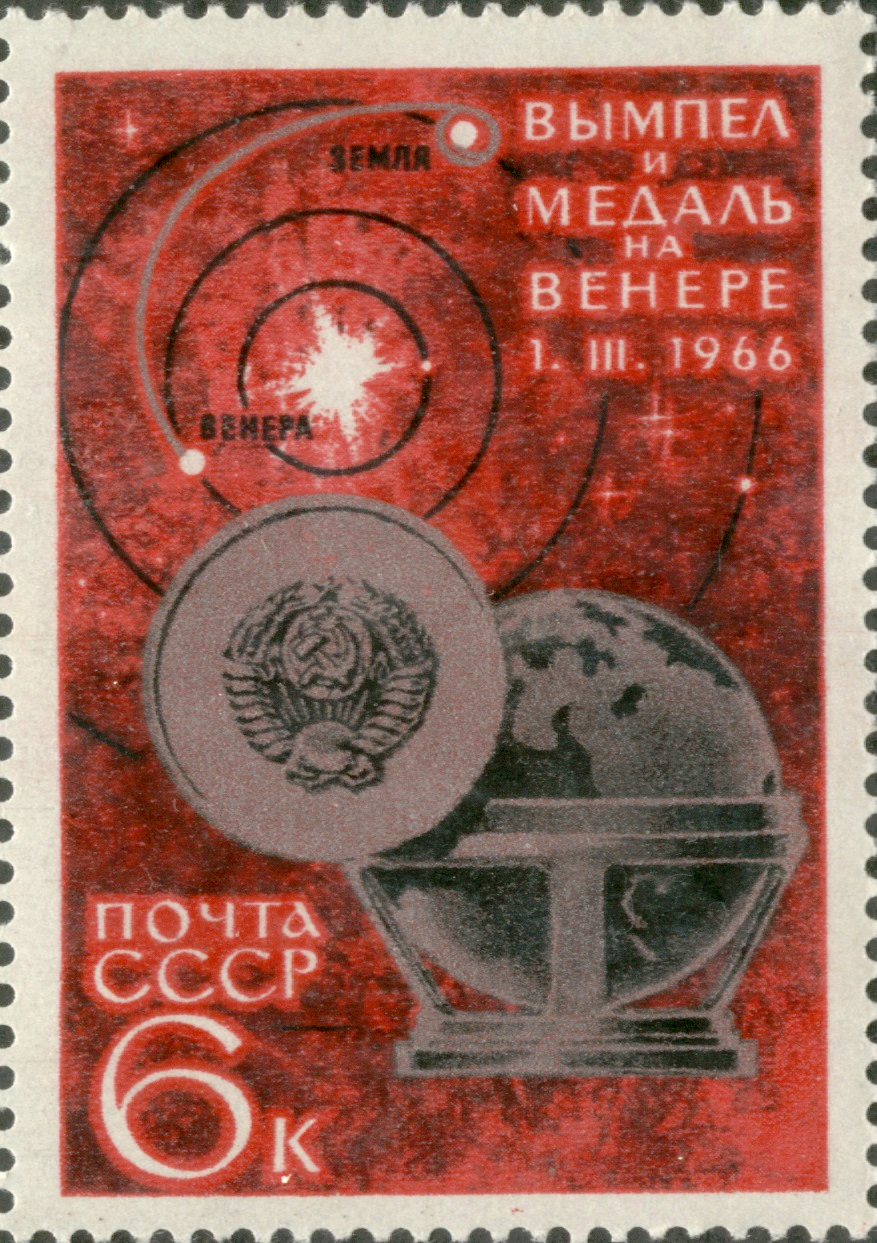
Selo da União Soviética de 1966. Venera 3.

### Sistema de energia
O sistema de energia da espaçonave transportadora foi notável por ter sido o primeiro uso operacional de células solares de arseneto de gálio (GaAs) no espaço. As células solares GaAs, fabricadas pela Kvant, foram escolhidas devido ao seu melhor desempenho em ambientes de alta temperatura. Dois painéis solares de dois metros quadrados carregaram as baterias recarregáveis.
A sonda de entrada foi alimentada por bateria usando baterias não recarregáveis

### Ônibus Interplanetário

#### Equipamento não científico
- Transmissores e receptores na frequência UHF;
- Comutadores de telemetria;
- Sistema de alinhamento e correção de movimento da estação: micromotores, jatos de gás, sensores eletro-ópticos de posição de sondas e giroscópios;
- Controlador de computador de todos os sistemas de apalpadores.

#### Equipamento científico
- Três magnetômetros flux-gate para medir campos magnéticos interplanetários;
- Contadores de descarga e detector de semicondutor para o estudo de raios cósmicos;
- Sensores especiais (armadilhas) para medir o fluxo de partículas carregadas e determinação do baixo consumo de energia das quantidades de fluxos de plasma solar e seus espectros de energia;
- Sensores piezoelétricos para micrometeoritos de pesquisa;
- Medição de emissões de rádio cósmico nos intervalos de comprimento de onda de 150 e 1 500 metros e até 15 km.[9]

A sonda diferia da Venera 2 por não ter um detector de micrometeorito.

### Lander
- Fotômetro
- Analisador de Gás
- Sensores de temperatura, pressão e densidade
- Detector de movimento
- Contador de raios gama[4]